# Thompsonula curticauda
Thompsonula curticauda är en kräftdjursart som först beskrevs av C. B. Wilson 1932.  Thompsonula curticauda ingår i släktet Thompsonula och familjen Thompsonulidae. Inga underarter finns listade i Catalogue of Life.